# Eli Bridge Company
Eli Bridge Company est une entreprise de fabrication de manèges et d'attractions de Jacksonville, dans l'Illinois.

## Histoire
En 1893, W.E. Sullivan en visitant l'exposition universelle de Chicago, fut émerveillé par la grande roue de George Washington Gale Ferris, Jr.. Comme ce dernier, Sullivan possédait une entreprise de construction de ponts ; la Eli Bridge Company. Il décida alors de construire son propre modèle de grande roue. Il collaborera avec le mécanicien James H. Clements pour construire le 23 mars 1900 sa première attraction, nommé "Big Eli®" et qui fut installée à l'époque sur la place centrale de Jacksonville. Le succès au rendez-vous, Sullivan commença à produire et commercialiser des grandes roues en 1906. En 1909, la société installe ses ateliers de fabrication à Jacksonville.
Le nom "Bridge" (pont) fut conservé en cas d'échec de son projet de grande roue, mais la société n'a construit qu'un seul pont en plus d'un siècle d'existence.
Il faudra attendre 1955 pour que Eli Bridge Company produise le Scrambler son premier manège autre qu'une grande roue.
Eli Bridge Company a construit la grande roue du Ranch de Neverland de Michael Jackson.
Aujourd'hui, la Eli Bridge Company reste une entreprise familiale. Lee Sullivan, président du conseil d'administration est le fils du fondateur W.E. Sullivan et Patty Sullivan sa grande petite-fille. Depuis sa création, l'entreprise a construit 1400 grandes roues.
En 2009, la Eli Bridge Company diversifie ses activités avec la création de A-1 Metal Fabricating Co, société spécialisée dans la réparation d'équipements de ferme et la création de pièces monumentales décoratives.

## Dans la culture populaire
Dans les scènes finales du film Grease (1978), John Travolta et Olivia Newton-John dancent dans un parc d'attraction devant une grande roue construite par Eli Bridge en 1958.